# Nephtheidae
Nephtheidae Gray, 1862 è una famiglia di octocoralli coloniali dell'ordine Alcyonacea, noti comunemente come coralli molli. 

## Descrizione

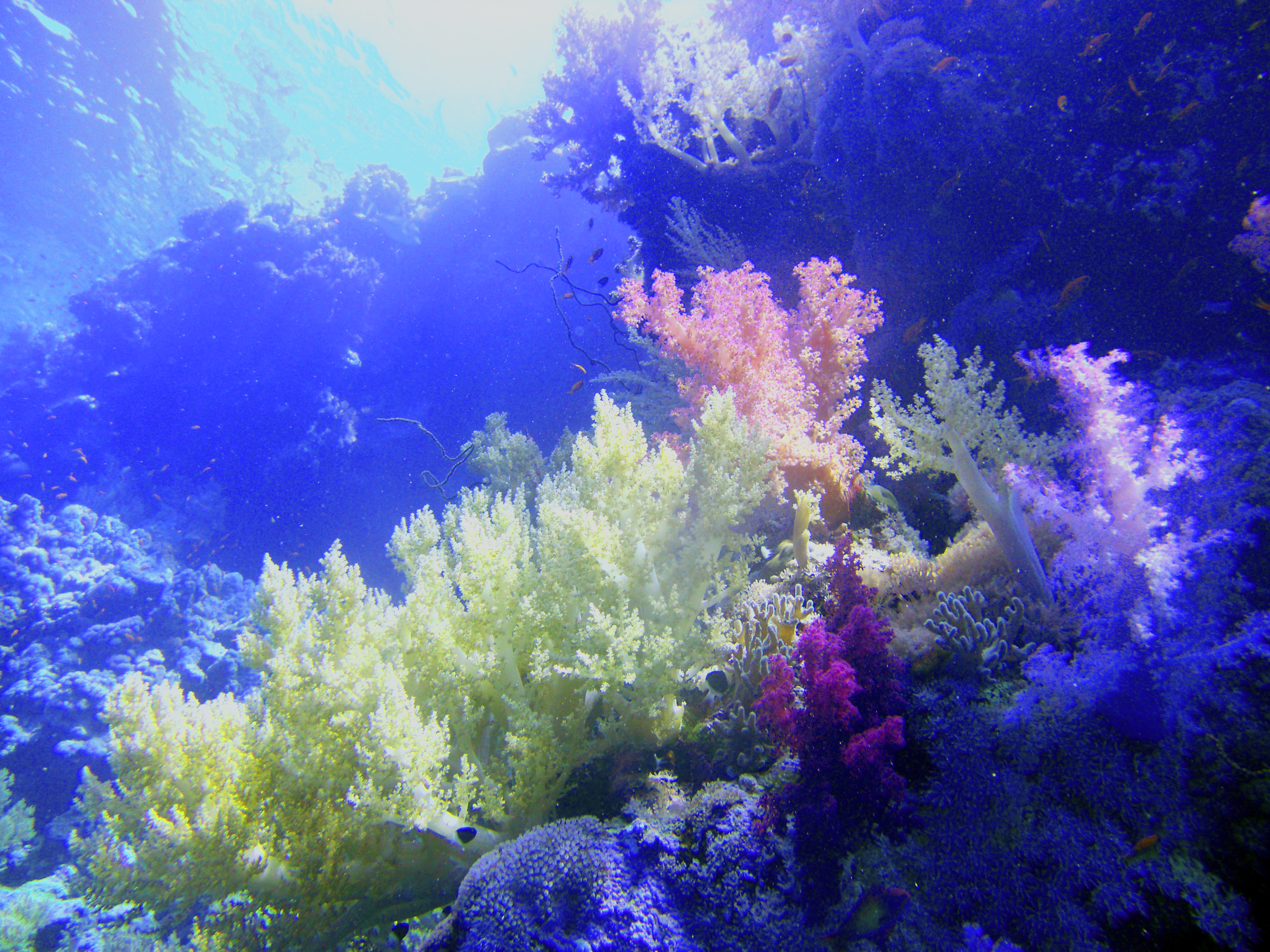
Nephtheidae spp.

Questi octocoralli si caratterizzano per la mancanza di uno scheletro carbonatico o calcareo e formano colonie di polipi, aggregati a formare strutture arborescenti, ondeggianti, di consistenza gelatinosa e colorazioni variabili dal bianco al giallo, dal verde all'azzurro, dal rosa al viola.

## Tassonomia
La famiglia Nephtheidae comprende i seguenti generi e specie:
- Aspera Dautova, 2018 (1 specie)
- Capnella Gray, 1869 (20 spp.)
- Chondronephthya Utinomi, 1960 (1 sp.)
- Chromonephthea van Ofwegen, 2005 (51 spp.)
- Coronephthya Utinomi, 1966 (1 sp.)
- Dendronephthya Kuekenthal, 1905 (252 spp.)
- Drifa Danielssen, 1886 (1 sp.)
- Duva Koren & Danielssen, 1883 (3 spp.)
- Eunephthya Verrill, 1869 (6 spp.)
- Gersemia Marenzeller, 1877 (15 spp.)
- Lemnalia Gray, 1868 (33 spp.)
- Litophyton Forskål, 1775 (17 spp.)
- Neospongodes Kükenthal, 1903 (1 sp.)
- Nephthea Audouin, 1826 (49 spp.)
- Pacifiphyton Williams, 1997 (1 sp.)
- Paralemnalia Kükenthal, 1913 (5 spp.)
- Pseudodrifa Utinomi, 1961 (3 spp.)
- Scleronephthya Studer, 1887 (8 spp.)
- Stereonephthya Kükenthal, 1905 (36 spp.)
- Umbellulifera Thomson & Dean, 1931 (5 spp.)

## Acquariofilia
I coralli molli sono molto popolari in acquariofilia in quanto crescono molto rapidamente e sono abbastanza semplici da allevare in acquario.